# Jan Pieter Schotte
Jan Pieter Schotte (Beveren, 29 de abril de 1928 - Roma, 10 de enero de 2005) fue un sacerdote, obispo y cardenal belga. 
Fue secretario general del sínodo de Obispos desde el 24 de abril de 1985 hasta el 11 de febrero de 2004. Fue nombrado obispo en 1984, arzobispo en 1985 y creado cardenal diácono de San Julián de los flamencos el 26 de noviembre de 1994 por Juan Pablo II.